# Réquiem por un empleado
Réquiem por un empleado es una película española de comedia estrenada el 30 de octubre de 1978, dirigida por Fernando Merino y protagonizada en los papeles principales por Pedro Osinaga, Ira von Fürstenberg, Silvia Tortosa, Monica Randall y Rafael Alonso.

## Sinopsis
Juan Fonseca trabaja como administrativo en una fábrica, en la que se empieza a utilizar una nueva máquina que revoluciona la producción. Tras un noviazgo de siete años, se casa y entra de lleno en la sociedad de consumo (se compra una casa, un coche, un televisor, etc.) Como su esposa está embarazada y con un solo sueldo no llega a final de mes, se ve obligado a pluriemplearse, pero la tensión en el trabajo y en su vida conyugal traerá peligrosas consecuencias para su salud.

## Reparto
- Ira von Fürstenberg como Isabel.
- Pedro Osinaga como	Juan Fonseca.
- Mónica Randall como Amiga de Pilar.
- Silvia Tortosa como Pilar.
- Manuel Zarzo como Ibáñez.
- Rafael Alonso como	Don Hermógenes.
- Alfonso del Real como Don Luis.
- Rafael Hernández como Pedro.
- Jenny Llada como Amante de Don Hermógenes.
- Julia Caba Alba como Doña Luisa.
- Tony Isbert
- Florinda Chico
- José Bódalo
- Emilio Rodríguez